# Masters de tennis féminin 2021
Le masters de tennis féminin est un tournoi de tennis professionnel. Il réunit, à la fin de la saison, les huit meilleures joueuses du classement WTA depuis le début de l'année. L'édition féminine 2021, classée en catégorie Masters, se déroule du 10 au 17 novembre 2021. Elle est exceptionnellement jouée à Guadalajara et non à Shenzhen en raison de la pandémie de Covid-19.

## Primes et points
| Tour                              | Prime            | Points |
| --------------------------------- | ---------------- | ------ |
| Victoire                          | RR + 1 240 000 $ | + 420  |
| Finale                            | RR + 420 000 $   | + 330  |
| Demi-finale                       | RR + 30 000 $    | –      |
| Poule (par match gagné)           | + 110 000 $      | + 125  |
| Poule (3 matchs joués)            | 110 000 $        | 375    |
| Pour chaque remplaçante           | $                | –      |
| Cumul pour la vainqueur invaincue | 1 680 000 $      | 1500   |

| Tour                                    | Prime          | Points |
| --------------------------------------- | -------------- | ------ |
| Victoire                                | RR + 250 000 $ | + 420  |
| Finale                                  | RR + 80 000 $  | + 330  |
| Demi-finale                             | RR + 0 $       | –      |
| Poule (par match gagné)                 | + 20 000 $     | + 125  |
| Poule (3 matchs joués)                  | 50 000 $       | 375    |
| Pour chaque équipe remplaçante          | $              | –      |
| Cumul pour l'équipe vainqueur invaincue | 360 000 $      | 1500   |

## Faits marquants
Le centre de tennis panaméricain de Guadalajara au Mexique accueille les finales de la WTA. En raison de la Pandémie de Covid-19, la WTA a conclu avec la ville chinoise de Shenzhen de ne pas organiser l'édition 2021 en Asie et de renouveler les obligations du contrat liant les deux parties dès la saison suivante, et ce, jusqu'en 2030.
Ashleigh Barty, championne en titre de l'édition 2019 (l'édition 2020 avait été annulée), qualifiée en tant que première à la Race WTA, décide de déclarer forfait pour privilégier sa préparation de la saison 2022.
Ons Jabeur, Naomi Osaka, Anastasia Pavlyuchenkova et Elina Svitolina sont qualifiées initialement en tant que remplaçantes mais se sont retirées avant le tournoi.
Garbiñe Muguruza gagne le titre en battant en finale Anett Kontaveit et devient la première joueuse espagnole de l'histoire à gagner le Masters féminin en simple.

## Résultats en simple

### Participantes
| Ordre de qualification | Classement WTA Race | Points | Date de qualification | Meilleure performance | Joueuse            | Résultat     |
| ---------------------- | ------------------- | ------ | --------------------- | --------------------- | ------------------ | ------------ |
| 1                      | 1                   | 6411   | 21 septembre 2021     | V (1)                 | Ashleigh Barty     | Forfait      |
| 2                      | 2                   | 4768   | 24 septembre 2021     | -                     | Aryna Sabalenka    | RR (1V - 2D) |
| 3                      | 3                   | 4518   | 25 septembre 2021     | -                     | Barbora Krejčíková | RR (0V - 3D) |
| 4                      | 4                   | 4036   | 18 octobre 2021       | DF (3)                | Karolína Plíšková  | RR (2V - 1D) |
| 5                      | 5                   | 3341   | 21 octobre 2021       | -                     | María Sákkari      | DF (2V - 2D) |
| 6                      | 6                   | 3226   | 25 octobre 2021       | -                     | Iga Świątek        | RR (1V - 2D) |
| 7                      | 7                   | 3195   | 25 octobre 2021       | DF (1)                | Garbiñe Muguruza   | V (4V - 1D)  |
| 8                      | 8                   | 3112   | 25 octobre 2021       | -                     | Paula Badosa       | DF (2V - 2D) |
| 9                      | 9                   | 3096   | 31 octobre 2021       | -                     | Anett Kontaveit    | F (3V - 2D)  |

| Classement WTA Race | Joueuse        | Résultat |
| ------------------- | -------------- | -------- |
| 14                  | Jessica Pegula | —        |
| 15                  | Elise Mertens  | —        |

| Joueuse            | AS    | BK    | KP    | MS    | IS    | GM    | PB    | AK    | % victoires | Saison | Titres |
| ------------------ | ----- | ----- | ----- | ----- | ----- | ----- | ----- | ----- | ----------- | ------ | ------ |
| Aryna Sabalenka    |       | 2 - 0 | 2 - 2 | 4 - 1 | 0 - 0 | 1 - 2 | 0 - 1 | 4 - 0 | 68.42 %     | 44-16  | 2      |
| Barbora Krejčíková | 0 - 2 |       | 0 - 2 | 3 - 0 | 0 - 2 | 2 - 1 | 0 - 2 | 0 - 0 | 35.71 %     | 45-16  | 3      |
| Karolína Plíšková  | 2 - 2 | 2 - 0 |       | 1 - 2 | 0 - 1 | 8 - 2 | 2 - 0 | 3 - 0 | 72%         | 35-18  | 0      |
| María Sákkari      | 1 - 4 | 0 - 3 | 2 - 1 |       | 2 - 0 | 1 - 1 | 0 - 0 | 6 - 5 | 46.15 %     | 36-18  | 0      |
| Iga Świątek        | 0 - 0 | 2 - 0 | 1 - 0 | 0 - 2 |       | 0 - 1 | 0 - 1 | 2 - 2 | 45.45 %     | 35-13  | 2      |
| Garbiñe Muguruza   | 2 - 1 | 1 - 2 | 2 - 8 | 1 - 1 | 1 - 0 |       | 0 - 0 | 2 - 2 | 39.13 %     | 38-16  | 2      |
| Paula Badosa       | 1 - 0 | 2 - 0 | 0 - 2 | 0 - 0 | 1 - 0 | 0 - 0 |       | 0 - 0 | 66.67 %     | 41-15  | 2      |
| Anett Kontaveit    | 0 - 4 | 0 - 0 | 0 -3  | 5 - 6 | 2 - 2 | 2 - 2 | 0 - 0 |       | 34.62 %     | 45-15  | 4      |

### GroupeChichén Itzá
- Aryna Sabalenka (no 1)
- María Sákkari (no 4)
- Iga Świątek (no 5)
- Paula Badosa (no 7)

#### Résultats
| Date             | Vainqueur       | Adversaire      | Score           | Durée      |
| ---------------- | --------------- | --------------- | --------------- | ---------- |
| 11 novembre 2021 | María Sákkari   | Iga Świątek     | 6-2, 6-4        | 1 h 26 min |
| 11 novembre 2021 | Paula Badosa    | Aryna Sabalenka | 6-4, 6-0        | 1 h 16 min |
| 13 novembre 2021 | Paula Badosa    | María Sákkari   | 7-64, 6-4       | 2 h 4 min  |
| 13 novembre 2021 | Aryna Sabalenka | Iga Świątek     | 2-6, 6-2, 7-5   | 2 h 18 min |
| 15 novembre 2021 | Iga Świątek     | Paula Badosa    | 7-5, 6-4        | 1 h 39 min |
| 15 novembre 2021 | María Sákkari   | Aryna Sabalenka | 7-61, 66-7, 6-3 | 2 h 47 min |

#### Classement
| Rang poule | Classement WTA Race | Joueuse         | Match(s) G-P | Set(s) G-P | Jeux G-P    |
| ---------- | ------------------- | --------------- | ------------ | ---------- | ----------- |
| 1          | 8                   | Paula Badosa    | 2-1          | 4-2 (67%)  | 34-27 (56%) |
| 2          | 5                   | María Sákkari   | 2-1          | 4-3 (57%)  | 41-35 (54%) |
| 3          | 6                   | Iga Świątek     | 1-2          | 3-4 (43%)  | 32-36 (47%) |
| 4          | 2                   | Aryna Sabalenka | 1-2          | 3-5 (38%)  | 35-44 (44%) |

### GroupeTeotihuacan
- Barbora Krejčíková (no 2)
- Karolína Plíšková (no 3)
- Garbiñe Muguruza (no 6)
- Anett Kontaveit (no 8)

#### Résultats
| Date             | Vainqueur         | Adversaire         | Score          | Durée      |
| ---------------- | ----------------- | ------------------ | -------------- | ---------- |
| 10 novembre 2021 | Anett Kontaveit   | Barbora Krejčíková | 6-3, 6-4       | 1 h 15 min |
| 10 novembre 2021 | Karolína Plíšková | Garbiñe Muguruza   | 4-6, 6-2, 7-66 | 2 h 26 min |
| 12 novembre 2021 | Anett Kontaveit   | Karolína Plíšková  | 6-4, 6-0       | 0 h 57 min |
| 12 novembre 2021 | Garbiñe Muguruza  | Barbora Krejčíková | 2-6, 6-3, 6-4  | 2 h 10 min |
| 14 novembre 2021 | Karolína Plíšková | Barbora Krejčíková | 0-6, 6-4, 6-4  | 2 h 7 min  |
| 14 novembre 2021 | Garbiñe Muguruza  | Anett Kontaveit    | 6-4, 6-4       | 1 h 27 min |

#### Classement
| Rang poule | Classement WTA Race | Joueuse            | Match(s) G-P | Set(s) G-P | Jeux G-P    |
| ---------- | ------------------- | ------------------ | ------------ | ---------- | ----------- |
| 1          | 9                   | Anett Kontaveit    | 2-1          | 4-2 (67%)  | 32-23 (58%) |
| 2          | 7                   | Garbiñe Muguruza   | 2-1          | 5-3 (63%)  | 40-38 (51%) |
| 3          | 4                   | Karolína Plíšková  | 2-1          | 4-4 (50%)  | 33-40 (45%) |
| 4          | 3                   | Barbora Krejčíková | 0-3          | 2-6 (25%)  | 34-38 (47%) |

### Tableau final
|  |                  |                  |            |            |                  |                  |            |                 |            |        |        |        |
|  | 1/2 finale       | 1/2 finale       | 1/2 finale | 1/2 finale | 1/2 finale       |                  |            | Finale          | Finale     | Finale | Finale | Finale |
|  | 16 novembre 2021 | 16 novembre 2021 | 1 h 25 min | 1 h 25 min | 1 h 25 min       |                  |            |                 |            |        |        |        |
|  | 16 novembre 2021 | 16 novembre 2021 | 1 h 25 min | 1 h 25 min | 1 h 25 min       |                  |            |                 |            |        |        |        |
|  | Paula Badosa     | (7)              | 3          | 3          |                  |                  |            |                 |            |        |        |        |
|  | Paula Badosa     | (7)              | 3          | 3          | 17 novembre 2021 | 17 novembre 2021 | 1 h 38 min | 1 h 38 min      | 1 h 38 min |        |        |        |
|  | Garbiñe Muguruza | (6)              | 6          | 6          | 17 novembre 2021 | 17 novembre 2021 | 1 h 38 min | 1 h 38 min      | 1 h 38 min |        |        |        |
|  | Garbiñe Muguruza | (6)              | 6          | 6          | Garbiñe Muguruza | (6)              | 6          | 7               |            |        |        |        |
|  | 16 novembre 2021 | 16 novembre 2021 | 2 h 2 min  | 2 h 2 min  | 2 h 2 min        | (6)              | 6          | 7               |            |        |        |        |
|  | 16 novembre 2021 | 16 novembre 2021 | 2 h 2 min  | 2 h 2 min  | 2 h 2 min        |                  |            | Anett Kontaveit | (8)        | 3      | 5      |        |
|  | Anett Kontaveit  | (8)              | 6          | 3          | 6                |                  |            | Anett Kontaveit | (8)        | 3      | 5      |        |
|  | Anett Kontaveit  | (8)              | 6          | 3          | 6                |                  |            |                 |            |        |        |        |
|  | María Sákkari    | (4)              | 1          | 6          | 3                |                  |            |                 |            |        |        |        |
|  | María Sákkari    | (4)              | 1          | 6          | 3                |                  |            |                 |            |        |        |        |

### Classement final
| Résultat       | Classement WTA Race | Joueuse            | Match(s) G-P | Set(s) G-P | Jeux G-P | Points gagnés | Nouveau rang |
| -------------- | ------------------- | ------------------ | ------------ | ---------- | -------- | ------------- | ------------ |
| Vainqueur      | 7                   | Garbiñe Muguruza   | 4-1          | 9-3        | 65-55    | 1375          | 3            |
| Finaliste      | 9                   | Anett Kontaveit    | 3-2          | 6-5        | 55-46    | 955           | 7            |
| Demi-finaliste | 8                   | Paula Badosa       | 2-2          | 4-4        | 40-39    | 625           | 8            |
| Demi-finaliste | 5                   | María Sákkari      | 2-2          | 5-5        | 51-50    | 625           | 6            |
| Poule          | 4                   | Karolína Plíšková  | 2-1          | 4-4        | 33-40    | 625           | 4            |
| Poule          | 6                   | Iga Świątek        | 1-2          | 3-4        | 32-36    | 500           | 9            |
| Poule          | 2                   | Aryna Sabalenka    | 1-2          | 3-5        | 35-44    | 500           | 2            |
| Poule          | 3                   | Barbora Krejčíková | 0-3          | 2-6        | 34-38    | 375           | 5            |

## Résultats en double

### Parcours
| Ordre de qualification | Classement WTA Race | Date de qualification | Meilleure performance | Équipe                                | Points | Saison (titres) | Résultat     |
| ---------------------- | ------------------- | --------------------- | --------------------- | ------------------------------------- | ------ | --------------- | ------------ |
| 1                      | 1                   | 22 septembre 2021     | F (1)                 | Barbora Krejčíková Kateřina Siniaková | 6450   | 4               | V (5V - 0D)  |
| 2                      | 2                   | 18 octobre 2021       | -                     | Shuko Aoyama Ena Shibahara            | 5070   | 5               | DF (2V - 2D) |
| 3                      | 3                   | 18 octobre 2021       | RR (1) V (1)          | Elise Mertens Hsieh Su-wei            | 3892   | 2               | F (3V - 2D)  |
| 4                      | 4                   | 18 octobre 2021       | QF (1) DF (1)         | Nicole Melichar Demi Schuurs          | 3440   | 2               | DF (2V - 2D) |
| 5                      | 5                   | 18 octobre 2021       | V (2) DF (1)          | Samantha Stosur Zhang Shuai           | 2911   | 2               | RR (1V - 2D) |
| -                      | 6                   | 28 octobre 2021       | -                     | Cori Gauff Catherine McNally          | 2770   | 1               | Forfait      |
| 6                      | 7                   | 28 octobre 2021       | -                     | Alexa Guarachi Desirae Krawczyk       | 2695   | 2               | RR (1V - 2D) |
| 7                      | 8                   | 28 octobre 2021       | - QF (2)              | Darija Jurak Andreja Klepač           | 2650   | 2               | RR (1V - 2D) |
| -                      | 9                   | 28 octobre 2021       | QF (2) -              | Gabriela Dabrowski Luisa Stefani      | 2570   | 1               | Forfait      |
| 8                      | 10                  | 28 octobre 2021       | -                     | Sharon Fichman Giuliana Olmos         | 2491   | 1               | RR (0V - 3D) |

| Classement WTA Race | Équipe                        | Résultat |
| ------------------- | ----------------------------- | -------- |
| 11                  | Nadiia Kichenok Raluca Olaru  | —        |
| 12                  | Marie Bouzková Lucie Hradecká | —        |

### GroupeTenochtitlán
- Shuko Aoyama
 Ena Shibahara (no 2)
- Nicole Melichar
 Demi Schuurs (no 4)
- Samantha Stosur
 Zhang Shuai (no 5)
- Darija Jurak
 Andreja Klepač (no 7)

#### Résultats
| Date             | Vainqueur                    | Adversaire                   | Score               | Durée      |
| ---------------- | ---------------------------- | ---------------------------- | ------------------- | ---------- |
| 10 novembre 2021 | Shuko Aoyama Ena Shibahara   | Darija Jurak Andreja Klepač  | 6-0, 6-4            | 1 h 7 min  |
| 10 novembre 2021 | Nicole Melichar Demi Schuurs | Samantha Stosur Zhang Shuai  | 6-2, 6-2            | 1 h 3 min  |
| 12 novembre 2021 | Shuko Aoyama Ena Shibahara   | Nicole Melichar Demi Schuurs | 6-4, 7-65           | 1 h 41 min |
| 12 novembre 2021 | Darija Jurak Andreja Klepač  | Samantha Stosur Zhang Shuai  | 610-7, 7-64, [10-5] | 1 h 54 min |
| 14 novembre 2021 | Samantha Stosur Zhang Shuai  | Shuko Aoyama Ena Shibahara   | 4-6, 6-3, [10-7]    | 1 h 33 min |
| 14 novembre 2021 | Nicole Melichar Demi Schuurs | Darija Jurak Andreja Klepač  | 6-4, 3-6, [10-2]    | 1 h 20 min |

#### Classement
| Rang poule | Classement WTA Race | Équipe                       | Match(s) G-P | Set(s) G-P | Jeux G-P    |
| ---------- | ------------------- | ---------------------------- | ------------ | ---------- | ----------- |
| 1          | 2                   | Shuko Aoyama Ena Shibahara   | 2-1          | 5-2 (71%)  | 34-25 (58%) |
| 2          | 4                   | Nicole Melichar Demi Schuurs | 2-1          | 4-3 (57%)  | 32-27 (54%) |
| 3          | 7                   | Darija Jurak Andreja Klepač  | 1-2          | 3-5 (38%)  | 28-35 (44%) |
| 4          | 5                   | Samantha Stosur Zhang Shuai  | 1-2          | 3-5 (38%)  | 28-35 (44%) |

### GroupeEl Tajín
- Barbora Krejčíková
 Kateřina Siniaková (no 1)
- Elise Mertens
 Hsieh Su-wei (no 3)
- Alexa Guarachi
 Desirae Krawczyk (no 6)
- Sharon Fichman
 Giuliana Olmos (no 8)

#### Résultats
| Date             | Vainqueur                             | Adversaire                      | Score             | Durée      |
| ---------------- | ------------------------------------- | ------------------------------- | ----------------- | ---------- |
| 11 novembre 2021 | Hsieh Su-wei Elise Mertens            | Alexa Guarachi Desirae Krawczyk | 7-63, 6-2         | 1 h 23 min |
| 11 novembre 2021 | Barbora Krejčíková Kateřina Siniaková | Sharon Fichman Giuliana Olmos   | 6-4, 6-1          | 1 h 12 min |
| 13 novembre 2021 | Barbora Krejčíková Kateřina Siniaková | Hsieh Su-wei Elise Mertens      | 6-3, 6-1          | 1 h 5 min  |
| 13 novembre 2021 | Alexa Guarachi Desirae Krawczyk       | Sharon Fichman Giuliana Olmos   | 0-6, 6-3, [11-9]  | 1 h 18 min |
| 15 novembre 2021 | Barbora Krejčíková Kateřina Siniaková | Alexa Guarachi Desirae Krawczyk | 5-7, 7-63, [10-7] | 2 h 4 min  |
| 15 novembre 2021 | Hsieh Su-wei Elise Mertens            | Sharon Fichman Giuliana Olmos   | 6-4 , 7-63        | 1 h 36 min |

#### Classement
| Rang poule | Classement WTA Race | Équipe                                | Match(s) G-P | Set(s) G-P | Jeux G-P    |
| ---------- | ------------------- | ------------------------------------- | ------------ | ---------- | ----------- |
| 1          | 1                   | Barbora Krejčíková Kateřina Siniaková | 3-0          | 6-1 (86%)  | 37-22 (63%) |
| 2          | 3                   | Hsieh Su-wei Elise Mertens            | 2-1          | 4-2 (67%)  | 30-30 (50%) |
| 3          | 6                   | Alexa Guarachi Desirae Krawczyk       | 1-2          | 3-5 (38%)  | 28-35 (44%) |
| 4          | 8                   | Sharon Fichman Giuliana Olmos         | 0-3          | 1-6 (14%)  | 24-32 (43%) |

### Tableau final
|  |                                       |                  |            |            |                            |                  |            |                                       |            |        |        |        |
|  | 1/2 finale                            | 1/2 finale       | 1/2 finale | 1/2 finale | 1/2 finale                 |                  |            | Finale                                | Finale     | Finale | Finale | Finale |
|  | 16 novembre 2021                      | 16 novembre 2021 | 1 h 7 min  | 1 h 7 min  | 1 h 7 min                  |                  |            |                                       |            |        |        |        |
|  | 16 novembre 2021                      | 16 novembre 2021 | 1 h 7 min  | 1 h 7 min  | 1 h 7 min                  |                  |            |                                       |            |        |        |        |
|  | Shuko Aoyama Ena Shibahara            | (2)              | 2          | 2          |                            |                  |            |                                       |            |        |        |        |
|  | Shuko Aoyama Ena Shibahara            | (2)              | 2          | 2          | 17 novembre 2021           | 17 novembre 2021 | 1 h 18 min | 1 h 18 min                            | 1 h 18 min |        |        |        |
|  | Hsieh Su-wei Elise Mertens            | (3)              | 6          | 6          | 17 novembre 2021           | 17 novembre 2021 | 1 h 18 min | 1 h 18 min                            | 1 h 18 min |        |        |        |
|  | Hsieh Su-wei Elise Mertens            | (3)              | 6          | 6          | Hsieh Su-wei Elise Mertens | (3)              | 3          | 4                                     |            |        |        |        |
|  | 16 novembre 2021                      | 16 novembre 2021 | 1 h 29 min | 1 h 29 min | 1 h 29 min                 | (3)              | 3          | 4                                     |            |        |        |        |
|  | 16 novembre 2021                      | 16 novembre 2021 | 1 h 29 min | 1 h 29 min | 1 h 29 min                 |                  |            | Barbora Krejčíková Kateřina Siniaková | (1)        | 6      | 6      |        |
|  | Barbora Krejčíková Kateřina Siniaková | (1)              | 3          | 6          | 10                         |                  |            | Barbora Krejčíková Kateřina Siniaková | (1)        | 6      | 6      |        |
|  | Barbora Krejčíková Kateřina Siniaková | (1)              | 3          | 6          | 10                         |                  |            |                                       |            |        |        |        |
|  | Nicole Melichar Demi Schuurs          | (4)              | 6          | 3          | 6                          |                  |            |                                       |            |        |        |        |
|  | Nicole Melichar Demi Schuurs          | (4)              | 6          | 3          | 6                          |                  |            |                                       |            |        |        |        |